# Титов, Иван Трофимович
Иван Трофимович Титов (1875—1949) — белорусский советский патологоанатом, заслуженный деятель науки БССР, академик АН БССР (1940).

## Биография

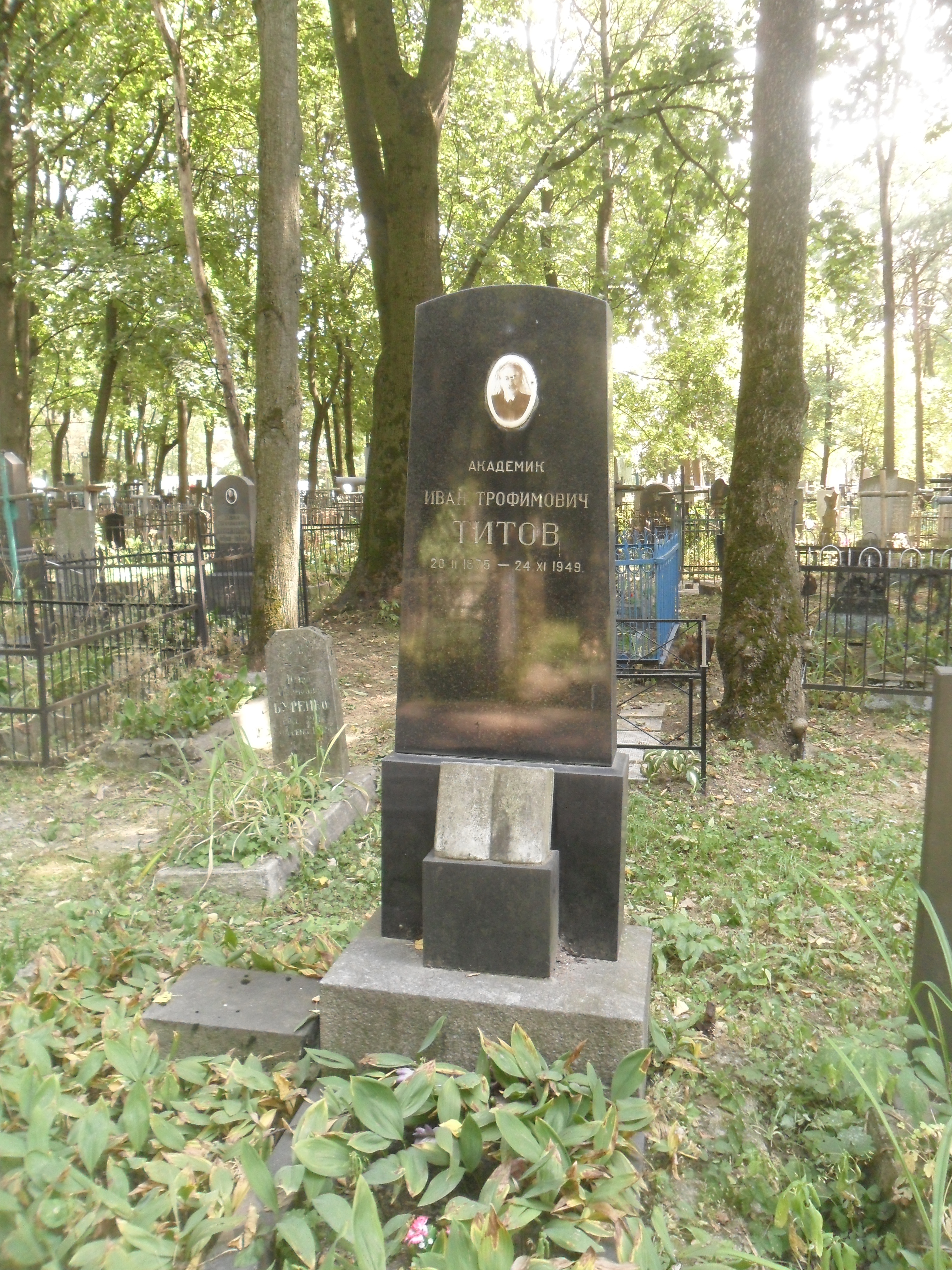
Могила Титова на Военном кладбище Минска.

Иван Титов родился 4 марта 1875 года в Радомышле. Окончил приходское училище и Киево-Печерскую гимназию, а в 1898 году — медицинский факультет Киевского университета, после чего остался работать в нём же на кафедре патологоанатомии. Командировался в состав противочумной комиссии, работавшей в 1898—1899 годах в Саратовской губернии. В 1900—1905 годах служил в царской армии, будучи военным врачом. Продолжал работать на медицинском факультете Киевского университета до 1923 года.
В 1923 году Титов переехал в Минск, где стал заведующим кафедрой патологоанатомии и общей патологии медицинского факультета Белорусского государственного университета. Под его руководством были созданы коллекции макро- и микропрепаратов. Являлся одним из создателей Минского общества врачей, членом Учёного медицинского совета Народного комиссариата здравоохранения Белорусской ССР. В 1927 году Титов был утверждён в должности профессора, а в 1940 году стал академиком Академии наук Белорусской ССР.
Являлся автором большого количества научных работ в области патологоанатомии различных инфекционных заболеваний, белорусской краевой патологии, работы и совершенствования патологоанатомической службы в Белорусской ССР. Под руководством Титова было защищено 7 диссертаций. В 1939 году ему было присвоено звание заслуженного деятеля науки Белорусской ССР.
В начале Великой Отечественной войны Титов оказался в оккупации, проживал и работал в Белостоке. После освобождения он вернулся к работе на кафедре, с 1946 года также возглавлял отдел в Институте теоретической и клинической медицины Академии наук Белорусской ССР. Скоропостижно скончался от кровоизлияния в мозг 27 декабря 1949 года, похоронен на Военном кладбище Минска.